# As in a Looking Glass (film 1911 Griffith)
As in a Looking Glass è un cortometraggio muto del 1911 diretto da D.W. Griffith.

## Produzione
Il film fu prodotto dalla Biograph Company.

## Distribuzione
Distribuito dalla General Film Company, il film - un cortometraggio di una bobina - uscì nelle sale cinematografiche statunitensi il 18 dicembre 1911.